# Tuhaň (district de Mělník)
Pour les articles homonymes, voir Tuhaň.
Tuhaň (en allemand : Tuhein) est une commune du district de Mělník, dans la région de Bohême-Centrale, en République tchèque. Sa population s'élevait à 777 habitants en 2020.

## Géographie
Tuhaň se trouve à 17 km au sud-sud-ouest de Česká Lípa, à 21 km au nord de Mělník et à 52 km au nord de Prague.
La commune est limitée par Kly à l'ouest, au nord et au nord-est, par Všetaty à l'est, et par Tišice et Libiš au sud.

## Histoire
La première mention écrite de la localité date de 1548.